# Голубовка (Луганская область)
Голубовка (укр. Голубівка) — село в Кременском районе Луганской области Украины, административный центр Голубовского сельского совета.
Население по переписи 2001 года составляло 462 человека. Почтовый индекс — 92920. Телефонный код — 6454. Занимает площадь 1,49 км². Код КОАТУУ — 4421681301.

## Местный совет
92920, Луганська обл., Кремінський р-н, с. Голубівка, вул. Леніна, 46а  (укр.)

## Известные уроженцы и жильцы
- Мураховский, Всеволод Серафимович (1926—2017) — советский партийный и государственный деятель, первый заместитель председателя Совета Министров СССР и председатель Госагропрома СССР (1985—1989), Герой Социалистического Труда (1982).